# Делчево (Разградская область)
Делчево (болг. Делчево) — село в Болгарии. Находится в Разградской области, входит в общину Исперих. Население составляет 475 человек.

## Политическая ситуация
В местном кметстве Делчево, в состав которого входит Делчево, должность кмета (старосты) исполняет Бедри Басри Азиз (Движение за права и свободы (ДПС)) по результатам выборов.
Кмет (мэр) общины Исперих — Адил Ахмед Решидов (Движение за права и свободы (ДПС)) по результатам выборов.